# Giacomo Giardina
Giacomo Giardina (Godrano, 1901 – Bagheria, 1994) è stato un poeta italiano.
Frequenta le prime due classi elementari sotto la guida del padre, maestro elementare, ma con scarsissimo profitto.
Negli anni della sua giovinezza fa il pecoraio nelle campagne di Godrano vivendo interi mesi lontano dalla famiglia, portando le pecore al pascolo e coltivando a mezzadria un campicello alle porte di Godrano.
Negli anni venti Giacomo Giardina sente parlare per la prima volta di Futurismo. Viene irresistibilmente attratto dalla poesia e comincia a scrivere le prime liriche ispirate alla vita pastorale, alla campagna di Bagheria e di Godrano. Comincia a farsi conoscere nell'ambiente culturale palermitano.
Inizia intorno all'anno 1927 la corrispondenza con Marinetti che lo esorta e lo stimola a continuare ripetutamente «avete ingegno lavorate con fede».
Il fondatore del Futurismo avrà occasione, l'anno successivo durante un convegno a Palermo di presentare ufficialmente Giardina al pubblico.
Nel 1931 lo stesso Marinetti proclamerà il giovane pecoraio Giacomo Giardina «poeta record meridionale» che cingerà il capo con il casco d'alluminio e con una frase Lo identifica «Corpo di gabbiano assottigliato, quasi scarnificato nello sforzo di vincere il libeccio.» L'editore Vallecchi pubblica il suo primo volume di liriche: Quand'ero pecoraio con la prefazione di Marinetti. Quasi tutta la stampa italiana se ne occupa diffusamente ed esplode il caso letterario.
Nel 1944 muore Marinetti. Giacomo Giardina abbandona l'attività poetica per fare il venditore ambulante a Godrano dove tiene contemporaneamente discorsi, elogi in occasione di matrimoni, battesimi, fidanzamenti, morti e feste religiose del paese. Sembra che l'attività poetica sia completamente un ricordo del passato.
Nel 1959 Francesco Carbone rispolvera il caso letterario con un articolo che scuote Giardina dal torpore intellettuale. Abbandona il mestiere di venditore ambulante e riprende a scrivere ed a interessarsi nuovamente ed attivamente di poesia.
Nel 1971 per le elezioni Centro Cultura Interdisciplinare, Francesco Carbone cura il volumetto di Giardina Guttuso nel mio quadro.
Nel 1972 la Galleria d'arte Valguarnera dedica una monografia con testo di Franco Grasso.
Per molti anni Giardina ha aiutato Nicolò D'Alessandro nelle ricerche necessarie per raccogliere i dati relativi alla sua attività artistica per una biografia, continuando a scrivere improntate al suo «iter» di poeta pecoraio futurista. Francesco Rosi lo ha voluto attore nel film: Cristo si è fermato a Eboli tratto dall'omonimo romanzo autobiografico libro di Carlo Levi. Nel luglio del 2009 Antonino Russo ha pubblicato il libro "Giacomo Giardina. Il poeta bucolico-futurista" presso ISSPE di Palermo.
Da Rocca Busambra
notti riposai al tuo piede granitico,

quante notti mirai la tua meravigliosa veste incantata

fasciata di scintillamenti, incipriata di luna

e carezzata d'echi dolci profondi. (...) santa povertà degli anni primi,

o dolce antico focolare,

soltanto queste semplici e grandi cose sento di amare!(...)

Sì: lontano da te non riesco a vivere,

e m'aggrappo ai pennelli degli alberi,

o Rocca Busambra, ora viola e ambra,

ora verde rossa azzurra nera rosa

grandiosa tavolozza del mondo

dove il rotondo sole pittore compone e scompone I suoi vivi colori.»
(Giacomo Giardina)